# Okres Segedín
Okres Segedín (maďarsky Szegedi járás) je okres v jižním Maďarsku v župě Csongrád-Csanád. Jeho správním centrem je město Segedín.

## Sídla
Algyő, Deszk, Dóc, Domaszék, Ferencszállás, Klárafalva, Kübekháza, Röszke, Sándorfalva, Szatymaz, Segedín, Tiszasziget, Újszentiván